# Атаргатіс

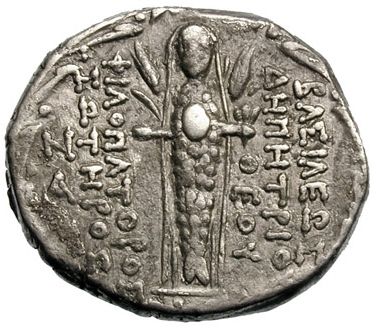
Реверс монети Деметрія III із зображенням Деркето з Ашкелона

Атаргатіс — сирійська богиня, яку почитали в Бамбіку (Едеса) в Месопотамії.

## Опис
Палестинські води замінили їй лускою шкіру. Образила Афродіту, і та вселила їй любов до смертного, вона народила Семіраміду, від сорому кинулася в озеро і стала рибою. Лукіан згадує її як мати Семіраміди, її зображення в Геліополі у вигляді риби.
Поважалася в Північній Сирії, частково у хананеїв і фінікійців, але особливо у филистимлян, де вона була жіночою формою Дагона і, подібно до нього, зображалася з нижньою частиною тіла риби. З цим пов'язувалися легенди про перетворення її на рибу в Ієраполі, а також уявлення про неї, як про божество плідної вологи. Важливим центром поклоніння їй був Аскалон (нині Ашкелон).
Лукіан у своєму трактаті «Про сирійську богиню» наводить опис її храму і обрядів, що проводилися в ньому на її честь. Однак його «Сирійська богиня», тотожна з Деркето, носить риси, запозичені і від фригійської Кібели, і від грецьких божеств, і культ її носить печатку синкретизму.

## Імена
- Атаргатида
- Деркето (Δερκετώ)[5]  - грецьке спотворення арамейського імені Астарти - Атаргата (івр. עתרעתה [6]) або Тарата.

Згідно зі Страбоном, її справжнє ім'я Афара, хоча Ктесій називає її Деркето.
Відповідно до античної традиції, Деркетія (Деркето) - «Дочка Вавилона».

## Сузір'я
Дехто вважає її сузір'ям Діви. За міфом вона впала з неба біля Бамбіки, і риба, що жила в озері, врятувала її. Риба стала сузір'ям. Породження великої риби стали сузір'ям Риб. Варто згадати, що з ім'ям Деркето пов'язували появу на небі сузір'я «Південна Риба». При храмах богині були священні озера з рибами.

## Євгемеризм
За тлумаченням, її ім'я походить від сирійської цариці Гатіди, яка забороняла підданим їсти риб.
Згідно з Ксанфом Лідійським, лідієць Мопс кинув її з сином Іхтієм за жорстокість в Аскалонське озеро, де її з'їли риби.
За іншими, Атарата - дружина царя Дамаску, чия могила в Дамаску.